# Lionel Royer

Vercingétorix atira as armas aos pés de Júlio César (1899), Museu Crozatier em Le Puy-en-Velay.

Lionel Noël Royer (Château-du-Loir, 25 de dezembro de 1852 – Neuilly-sur-Seine, 30 de junho 1926) foi um pintor francês especializado em temas históricos. Ele foi mais famoso por pintar grandes cenas da vida de Joana d'Arc na Basílica de Bois-Chenu em Domrémy.

## Vida e obra
Lionel Royer nasceu em Château-du-Loir, em Sarthe, departamento da França. Ele se voluntariou antes de seu 18º aniversário para a Guerra Franco-Prussiana e participou da Batalha de Ligny em 2 de dezembro de 1870 sob o comando do General François-Athanase de Charette de la Contrie. Passou a maior parte de seu tempo livre, entre as batalhas, desenhando. Charette, tendo notado o talento artístico de Royer, ofereceu-se para financiar seus estudos na École des Beaux-Arts em Paris.
Royer tornou-se aluno de Alexandre Cabanel e de William-Adolphe Bouguereau. Ele obteve o Prix de Rome em 1882. Em 1879, ele pintou sua primeira obra religiosa, com uma imagem de Cristo na Cruz. Tornou-se retratista e, principalmente, pintor de cenas históricas e temas mitológicos. Suas obras mais conhecidas são Vercingétorix Jogando Suas Armas aos Pés de César (1899) e a decoração da Basílica de Domrémy dedicada a Joana d'Arc. Nos suplementos ilustrados de jornais da época, ele comentava sobre assuntos atuais, especialmente fornecendo desenhos de Alfred Dreyfus na prisão ou Auguste Comte e suas três musas.

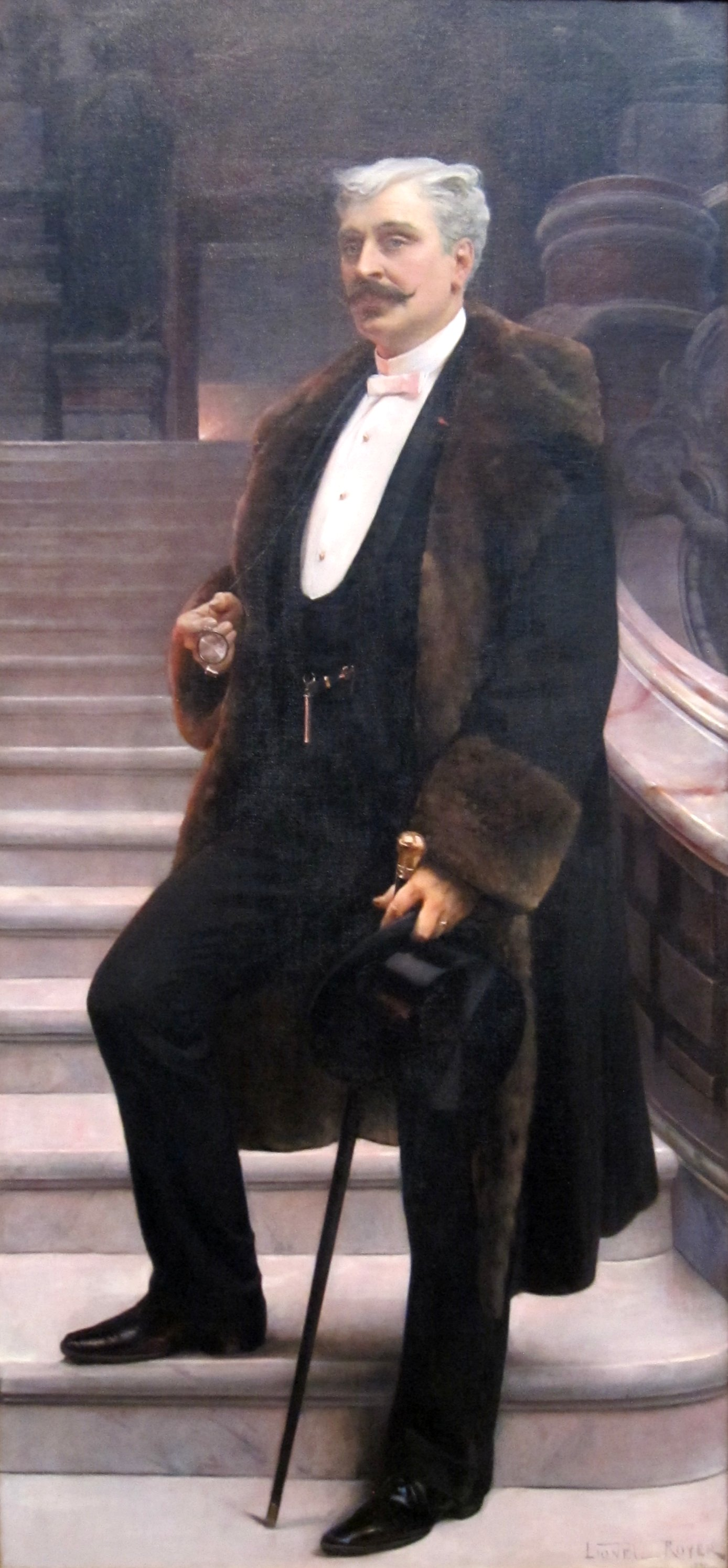
Retrato do Conde d'Adhémar de Cransac. Óleo sobre tela, c. 1890, no Dayton Art Institute

Rapidamente se tornou um pintor experiente e expôs no Salão em 1874. Em 1884, Royer recebe uma medalha de 3ª classe no Salão, bem como uma medalha de 2ª classe em 1896. Em memória de sua participação na batalha de Loigny, ele doou duas pinturas para a igreja reconstruída dessa vila, a primeira representando a missa assistida pelos voluntários antes de partirem para a batalha e a segunda retratando a agonia noturna do gravemente ferido General de Sonis no campo de batalha. Em 1897, ele fez uma doação à Société historique et archéologique do Maine (Sociedade Histórica e Arqueológica do Maine) — da qual ele era membro, assim como o artista Albert Maignan — de dez aquarelas retratando a Vida de Joana d'Arc, as quais foram entradas não vencedoras em um concurso de 1893 para novos desenhos de vitrais na Catedral de Orléans.
"As cenas de batalha em Orleães diante da fortaleza ou em Compiègne oferecem a Royer, o pintor de cenas históricas, uma oportunidade para demonstrar sua habilidade na composição, com o emaranhado de corpos revestidos de armaduras e o jogo de lanças. Para suscitar emoção, tanto a alegoria quanto o maravilhoso vêm em auxílio da história. [...] Lionel Royer depende muito da representação precisa de locais históricos. [...] Joana, sozinha em primeiro plano, é o meio pelo qual se sugere uma possível reconciliação entre as esferas política e religiosa. [...] Pela síntese evocativa que ele alcança e pelo sentimento profundo que introduz aqui, o pintor deixa a interpretação aberta a cada observador." (Chantal Bouchon - Revue Historique et Archéologique du Maine)
Royer retomou essa iconografia joanina (assistido por Charles Lorin de Chartres, mestre vidreiro) na basílica de Domrémy. No vitral intitulado Dépôt de l’épée de Fierbois par un ange (Deposição da espada de Fierbois por um anjo), o rosto de Jean Poton de Xaintrailles tem as feições do arquiteto Paul Sédille.
"Apesar das indicações da influência das figuras por reminiscências de Rafael e de Ingres, esses vitrais têm uma conotação de apelos à vingança, nas proximidades de Domrémy, tão carregadas de significado simbólico." (Chantal Bouchon - Revue Historique et Archéologique du Maine)
O pintor entregou à posteridade mais de 200 obras, entre as quais cerca de vinte são dedicadas à guerra de 1870. Suas obras destacam-se pela minuciosa atenção aos detalhes, à precisão anatômica das personagens e aos bem elaborados temas militares. As composições são cuidadosamente estruturadas e capturam os eventos históricos que impactam seus contemporâneos. Em meio a um período de inquietação e tensão entre a França, fragilizada, e a Alemanha, o artista busca enaltecer figuras icônicas da glória francesa, como Joana d'Arc e Vercingetórix, sem receio de reinterpretar a realidade histórica.
Royer casou com Marie Augustine Gilles, e teve duas filhas e um filho. O filho, que planejava se tornar padre, foi ferido na Primeira Guerra Mundial e morreu logo depois. As duas filhas formaram famílias na França e na Bélgica. Lionel Royer faleceu em Neuilly-sur-Seine em 30 de junho de 1926.

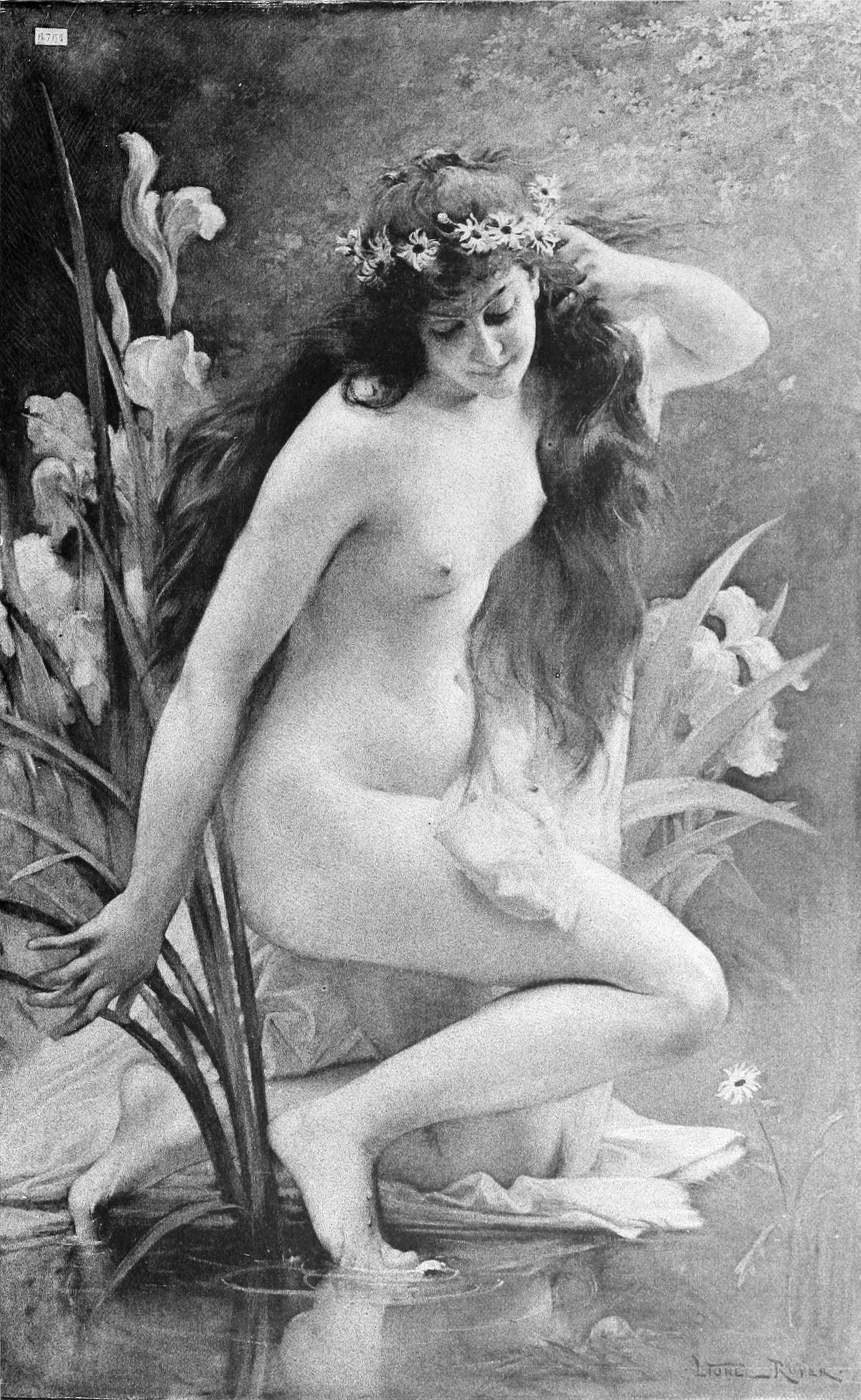
La Source (publicado no Salon illustré 1888)